# Rosine Vieyra Soglo
Rosine Vieyra Soglo, född 7 mars 1934 i Ouidah, död 25 juli 2021 i Cotonou, var en beninsk politiker som var medlem av Benins nationella parlament och även satt i det panafrikanska parlamentet. Hon var Benins första dam 1991–1996, som hustru till den dåvarande presidenten Nicéphore Soglo.

## Biografi
Rosine Vieyra växte upp i en afro-brasiliansk familj. 1946 reste hon till Paris och studerade juridik. Hon arbetade som länsman från 1965-1968. Hon är gift med Nicéphore Soglo som var president i Benin från 1991 till 1996.

## Politisk karriär
Soglo blev Benins första dam då Nicéphore Soglo, efterträdde Mathieu Kérékou som suttit vid makten i nära 20 år. Hon bildade Benins Renässansparti (French: Parti de la renaissance du Bénin) 1992. Vid valen 2007 blev Soglo invald i Benins parlament och blev omvald 2011.